# Siikajärvi (sjö i Finland, Lappland, lat 66,88, long 25,18)
Siikajärvi är en sjö i Finland. Den ligger i kommunen Rovaniemi i landskapet Lappland, i den norra delen av landet, 700 km norr om huvudstaden Helsingfors. Siikajärvi ligger 125,9 meter över havet. Den ligger vid sjön Marrasjärvi. Arean är 28 hektar och strandlinjen är 4,11 kilometer lång. Sjön  ingår i Kemi älvs huvudavrinningsområde. 